# Барабанова, Мария Павловна
Мари́я Па́вловна Бараба́нова (21 октября (3 ноября) 1911, Санкт-Петербург, Российская империя — 17 марта 1993, Москва, Россия) — советская и российская актриса, кинорежиссёр; народная артистка РСФСР (1991).

## Биография

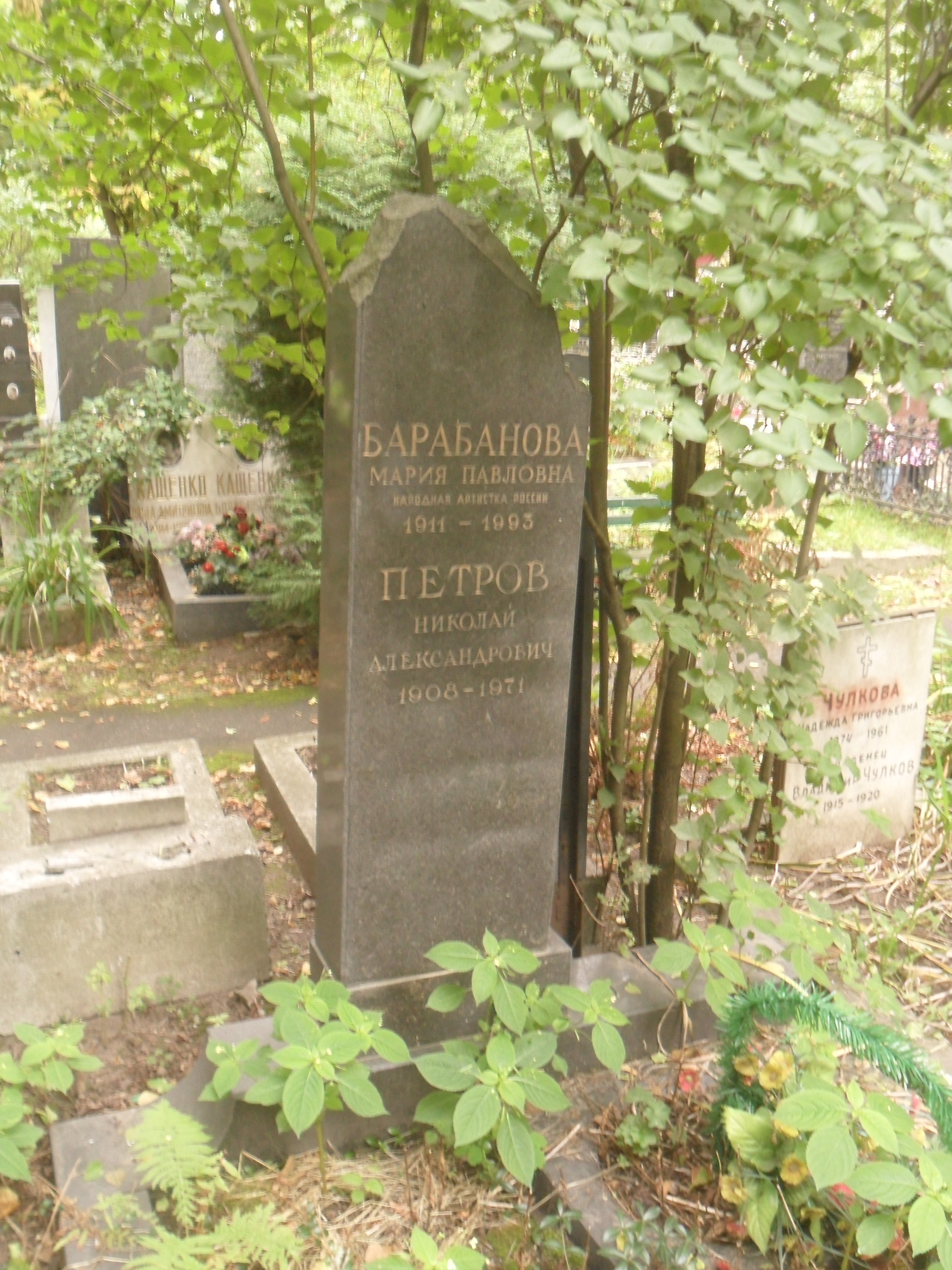
Могила Барабановой на Новодевичьем кладбище Москвы

Родилась 21 октября (3 ноября) 1911 года в Санкт-Петербурге. Отец — путиловский рабочий, мать — домохозяйка.
В 1927 году была актрисой Ленинградского театра Пролеткульта, затем перешла в Ленинградский ТЮЗ. Театральный техникум окончила, лишь в 1937 году, позже — ВПШ при ЦК КПСС. После завершения учёбы была назначена секретарём парторганизации киностудии имени М. Горького.   
В 1937—1942 годах — актриса Ленинградского театра комедии (амплуа травести), в 1945—1957 годах — состояла в труппе Театра-студии киноактёра.
С 1957 года — актриса и режиссёр киностудии имени М. Горького. В 1964 году совместно с Владимиром Сухобоковым сняли фильм «Всё для вас», однако широкого успеха картина не имела.
Снималась в киножурнале «Ералаш», а также ряде советских фильмов. Наиболее популярным фильмом с участием Барабановой в главной роли является «Новые похождения Кота в сапогах» (1957). Другим ярким персонажем, исполненным актрисой, является эпизодическая роль одной из трёх злых бабок в фильме «Про Красную Шапочку» (1977).
Скончалась 17 марта 1993 года в Москве. Похоронена на 4-м участке Новодевичьего кладбища.

## Фильмография

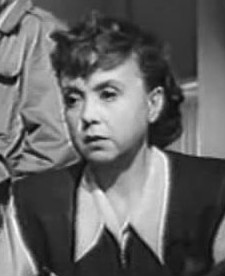
В роли Мэг. Кадр из фильма «Русский вопрос» (1947)

Актёрские работы
- 1936 — Девушка спешит на свидание — почтовый работник
- 1938 — Новая Москва — Оля
- 1939 — Аринка — секретарь (нет в титрах)
- 1939 — Василиса Прекрасная — звонарь
- 1939 — Доктор Калюжный — Тимофеич
- 1939 — Юность командиров — Маруся
- 1940 — Галя — Нюрка
- 1941 — Как поссорился Иван Иванович с Иваном Никифоровичем — Оришка
- 1942 — Принц и нищий — Том Кенти / принц Эдуард
- 1942 — Швейк готовится к бою (новелла «Моды Парижа») — Луиза
- 1943 — Мы с Урала — учётчица
- 1947 — Русский вопрос — Мэг
- 1957 — Новые похождения Кота в сапогах — Кот в сапогах
- 1964 — Всё для вас — Маша Петровна Барашкина (актёрская и режиссёрская работа)
- 1968 — Переходный возраст — Евгения Лаврентьевна, учительница химии
- 1972 — Вашингтонский корреспондент — эпизодическая роль
- 1973 — С весельем и отвагой — Олимпиада Васильевна
- 1975 — Финист — Ясный сокол — Ненила, старушка-веселушка
- 1975 — Гамлет Щигровского уезда — Марья Ильинична
- 1975 — Горожане — эпизодическая роль
- 1976 — Пока бьют часы — тётушка Пивная кружка
- 1977 — Про Красную Шапочку. Продолжение старой сказки — злая бабка
- 1977 — Как Иванушка-дурачок за чудом ходил — Баба-яга
- 1979 — Мнимый больной — старая актриса
- 1979 — Соловей — судомойная дама
- 1979 — Примите телеграмму в долг — женщина со шкафом
- 1979 — Приключения маленького папы — тётя
- 1979 — Ералаш (выпуск №19, эпизод «Папа, мама, я — дружная семья») — бабушка Васи (нет в титрах)
- 1980 — У матросов нет вопросов — эпизодическая роль
- 1981 — Женщина в белом — миссис Вэзи
- 1982 — Ослиная шкура — слепая старуха
- 1982 — Культпоход в театр — эпизодическая роль
- 1983 — Тайна «Чёрных дроздов» — миссис Мак-Кензи
- 1983 — Этот негодяй Сидоров — эпизодическая роль
- 1985 — После дождичка, в четверг... — нянька
- 1985 — Змеелов — соглядатай в магазине
- 1986 — Поездка к сыну (короткометражный)
- 1987 — Сказка про влюблённого маляра — Ягишна
- 1987 — Катенька — Ганечка Полторацкая
- 1988 — Раз, два — горе не беда! — бабка
- 1988 — Защитник Седов (короткометражный) — эпизодическая роль
- 1990 — Воспоминания без даты — Максимовна
- 1990 — Сукины дети — мать Бусыгина
- 1990 — Охота на сутенёра — эпизодическая роль
- 1992 — Мы едем в Америку — бандерша

## Награды и звания
- Медаль «За трудовую доблесть» (6 марта 1950) — за выдающиеся заслуги в развитии советской кинематографии, в связи с 30-летием[6]
- заслуженная артистка РСФСР (1970)[уточнить]
- народная артистка РСФСР (1991)[1]